# Ясеновское сельское поселение (Воронежская область)
Ясеновское сельское поселение — муниципальное образование в Калачеевском районе Воронежской области.
Административный центр — село Ясеновка.

## Административное деление
Состав поселения:
- село Ясеновка,
- хутор Репяховка,
- хутор Хвощеватое.